# 中华人民共和国最高人民法院第二巡回法庭
中华人民共和国最高人民法院第二巡回法庭，位于辽宁省沈阳市浑南区世纪路3号，是中华人民共和国最高人民法院派出的巡回法庭之一，巡回区为辽宁省、吉林省、黑龙江省。

## 沿革
最高人民法院的巡回审判一直存在，但未形成制度。例如2003年底，最高人民法院在辽宁省沈阳市对刘涌案进行提审，这是中华人民共和国成立以来，最高人民法院第一次对刑事案件进行提审，这种情况下最高人民法院依法组成合议庭。
设立最高人民法院巡回法庭，作为最高人民法院的派出机构，由中央统一安排其人财物的统一管理，可以摆脱地方制约，强化司法公正。
2014年12月28日下午，在第十二届全国人大常委会第十二次会议闭幕会上，通过任命刘贵祥为最高人民法院第一巡回法庭庭长、胡云腾为最高人民法院第二巡回法庭庭长的决定。
2015年1月28日，最高人民法院公布《最高人民法院关于巡回法庭审理案件若干问题的规定》，自2015年2月1日起施行。
2015年1月31日，最高人民法院第二巡回法庭挂牌。

## 管辖
《最高人民法院关于巡回法庭审理案件若干问题的规定》第一条规定：“最高人民法院设立巡回法庭，受理巡回区内相关案件。第一巡回法庭设在广东省深圳市，巡回区为广东、广西、海南三省区。第二巡回法庭设在辽宁省沈阳市，巡回区为辽宁、吉林、黑龙江三省。”故第二巡回法庭受理辽宁省、吉林省、黑龙江省的重大行政和民商事案件。
第二条规定：“巡回法庭是最高人民法院派出的常设审判机构。巡回法庭作出的判决、裁定和决定，是最高人民法院的判决、裁定和决定。”
第三条规定：“巡回法庭审理或者办理巡回区内应当由最高人民法院受理的以下案件：
- （一）全国范围内重大、复杂的第一审行政案件；
- （二）在全国有重大影响的第一审民商事案件；
- （三）不服高级人民法院作出的第一审行政或者民商事判决、裁定提起上诉的案件；
- （四）对高级人民法院作出的已经发生法律效力的行政或者民商事判决、裁定、调解书申请再审的案件；
- （五）刑事申诉案件；
- （六）依法定职权提起再审的案件；
- （七）不服高级人民法院作出的罚款、拘留决定申请复议的案件；
- （八）高级人民法院因管辖权问题报请最高人民法院裁定或者决定的案件；
- （九）高级人民法院报请批准延长审限的案件；
- （十）涉港澳台民商事案件和司法协助案件；
- （十一）最高人民法院认为应当由巡回法庭审理或者办理的其他案件。

巡回法庭依法办理巡回区内向最高人民法院提出的来信来访事项。”
第四条规定：“知识产权、涉外商事、海事海商、死刑复核、国家赔偿、执行案件和最高人民检察院抗诉的案件暂由最高人民法院本部审理或者办理。”

## 历任领导
| 庭长 1. 胡云腾（2014年12月28日—2018年8月） 2. 贺小荣（2018年8月—） 副庭长 - 郑学林（2014年12月28日—2017年4月27日） - 虞政平（2014年12月28日—2016年12月25日） - 苗有水（2017年4月27日—2018年12月29日） - 冯小光（2017年4月27日—2018年12月29日） - 郃中林（2018年12月29日—2020年12月26日） - 万永海（2018年12月29日—2019年6月29日） - 张树明（2019年6月29日—2021年8月20日） - 王富博（2019年8月26日—2021年2月28日） - 祝二军（2021年2月28日—2022年6月24日） - 张卫兵（2022年2月28日—） - 安翱（2022年6月24日—） 廉政监察员 - 曾广东（2014年12月—2016年9月） - 刘晓勇（2017年5月—？） - 王鲁（2020年6月—） | 分党组书记 1. 胡云腾（2014年12月—2018年8月） 2. 贺小荣（2018年8月—） 分党组副书记 - 郑学林（2014年12月—2017年4月） - 苗有水（2017年4月—2018年12月） - 郃中林（2018年12月—2020年12月） - 祝二军（2021年1月—2022年6月） 分党组成员 - 虞政平（2014年12月—2016年12月） - 曾广东（2014年12月—2016年9月） - 冯小光（2017年4月—2018年12月） - 刘晓勇（2017年5月—？） - 董华（2017年12月—2019年7月） - 万永海（2018年12月—2019年6月） - 张树明（2019年6月—2021年8月） - 王富博（2019年6月—2021年1月） - 梁凤云（2019年7月—2021年1月） - 王鲁（2020年6月—） - 张卫兵（2021年1月—） - 安翱（2022年6月—） |

## 知名案例
- 2015年3月10日上午，最高人民法院第二巡回法庭受案后的第一起案件开庭，这是一起贷款案件，由胡云腾审理，此案当庭宣判。当天下午，最高人民法院第二巡回法庭召开司法改革座谈会。[19][20]
- 2016年12月2日，最高人民法院第二巡回法庭对聂树斌案当事人聂树斌公开宣判，宣告撤销原审判决，改判无罪[21]。